# Bolsover
Bolsover este un oraș și un district ne-metropolitan din comitatul Derbyshire, regiunea East Midlands, Anglia. Districtul are o populație de 73.900 locuitori dintre care 11.291 locuiesc în orașul propriu zis, Bolsover.